# Pedro Taborda
Pedro Manuel Taborda Moreira, noto semplicemente come Pedro Taborda (Covilhã, 22 giugno 1978), è un allenatore di calcio ed ex calciatore portoghese, di ruolo portiere.

## Palmarès

### Giocatore

#### Competizioni nazionali
- Coppa di Lega portoghese: 1

Moreirense: 2016-2017